# Emerald Mountain
Emerald Mountain è un census-designated place (CDP) e luogo militare della United States Army degli Stati Uniti d'America situato nello stato dell'Alabama, nella contea di Elmore.